# Бурнашева, Мария Павловна
Мария Павловна Бурнашева (1817—1861) — русская переводчица

 и педагог; старшая сестра переводчицы Екатерины Бурнашевой, знавшей восемь языков.

## Биография
Мария Бурнашева родилась 18 декабря 1817 года. Она была сестрой Екатерины Павловны Бурнашевой и совместно с ней перевела сочинение К.  П.  Гроссгейнриха (который обучал Екатерину немецкому языку) «Елизавета Кульман». 
М. П. Бурнашева прекрасно владела девятью языками. В начале 40-х годов её стихотворения (переводы с английского, немецкого и итальянского языков) были напечатаны в литературном альманахе «Северная лира» под буквами М. Б. Бурнашева. Помимо этого она была педагогом и занимала должность начальницы женского училища I-го разряда в городе Самаре.
Мария Павловна Бурнашева умерла 9 декабря 1861 года.